# Trường Đại học Giáo dục, Đại học Quốc gia Hà Nội
Trường Đại học Giáo dục (tiếng Anh: VNU University of Education – VNU-UEd) là một trường đại học chuyên ngành sư phạm, chuyên đào tạo, bồi dưỡng chuyên gia giáo dục và nhà giáo cho mọi bậc học ở Việt Nam. Thành viên của Đại học Quốc gia Hà Nội. Trường được thành lập theo Quyết định số 441/QĐ-TTg của Thủ tướng Nguyễn Tấn Dũng ký ngày 03/04/2009.

## Ban Giám hiệu

### Hiệu trưởng:
- GS. TS. Nguyễn Quý Thanh.

### Phó Hiệu trưởng:
- PGS. TS. Trần Thành Nam.
- PGS. TS. Lê Thái Hưng.

## Lịch sử phát triển
Ngày 21/12/1999: Khoa Sư phạm chính thức được thành lập theo Quyết định số 1481/TCCB của Giám đốc ĐHQGHN. Khi đó, cơ cấu tổ chức của Khoa gồm 2 phòng chức năng, 4 bộ môn và 6 ngành đào tạo cử nhân.
Tính đến năm 2007: Khoa đã có 7 ngành đào tạo cử nhân, 7 chuyên ngành đào tạo bậc thạc sĩ và 1 chuyên ngành đào tạo tiến sĩ.
Ngày 03/04/2009: Thủ tướng Chính phủ đã ký Quyết định số 441/QĐ-TTg thành lập Trường Đại học Giáo dục trên cơ sở Khoa Sư phạm. Trường đã trở thành trường đại học thành viên thứ sáu của ĐHQGHN. Cơ cấu tổ chức của Trường Đại học Giáo dục khi đó gồm 4 phòng chức năng, 3 khoa, 6 trung tâm trực thuộc.
Ngày 03/03/2016: Trường THPT Khoa học Giáo dục trực thuộc Trường Đại học Giáo dục – ĐHQGHN chính thức được thành lập theo Quyết định số 1036/QĐ-UBND của Chủ tịch Uỷ ban nhân dân thành phố Hà Nội.
Năm 2017: Trường thành lập 2 khoa mới là Khoa Công nghệ Giáo dục và Khoa Quản trị chất lượng; chuyển đổi Trung tâm Đảm bảo chất lượng thành Phòng Đảm bảo chất lượng và Thanh tra; thành lập và sắp xếp lại bộ môn ở các khoa như Khoa học Dữ liệu trong Giáo dục,...
Ngày 26/09/2022: Hiệu trưởng Trường Đại học Giáo dục – ĐHQGHN đã ký Quyết định số 1688/QĐ-ĐHGD về việc thành lập Viện Nghiên cứu lâm sàng về xã hội, tâm lý và giáo dục trực thuộc Trường trên cơ sở nâng cấp Trung tâm Thông tin hướng nghiệp và Nghiên cứu, Ứng dụng tâm lý.

## Các khoa, phòng ban và đơn vị trực thuộc

### Hội đồng[3]
- Hội đồng Khoa học và Đào tạo.
- Hội đồng Đảm bảo chất lượng.
- Hội đồng Đạo đức.

### Khoa[3]
- Khoa Các khoa học giáo dục.
- Khoa Công nghệ giáo dục.
- Khoa Quản lý giáo dục.
- Khoa Quản trị chất lượng.
- Khoa Sư phạm.

### Phòng ban[3]
- Phòng Hành chính tổng hợp.
- Phòng Kế hoạch - Tài chính.
- Phòng Tổ chức cán bộ.
- Phòng Khoa học và Hợp tác phát triển.
- Phòng Đào tạo.
- Phòng Công tác Học sinh - Sinh viên.
- Phòng Đảm bảo chất lượng và Thanh tra.

### Đơn vị nghiên cứu khoa học và phục vụ[3]
- Trường THPT Khoa học Giáo dục (HES).
- Viện Nghiên cứu lâm sàng về xã hội, tâm lý và giáo dục.
- Trung tâm Công tác xã hội và Phát triển cộng đồng.
- Trung tâm Hợp tác Đào tạo và Bồi dưỡng.
- Trung tâm Nghiên cứu nhân chứng và phát triển trí tuệ.
- Trung tâm Nghiên cứu và Ứng dụng khoa học giáo dục.